# Пашков, Иван Дмитриевич (Герой Советского Союза)
Ива́н Дми́триевич Пашко́в (1921—1993) — участник Великой Отечественной войны, командир звена 82-го гвардейского бомбардировочного авиационного полка (1-й гвардейской бомбардировочной авиационной дивизии, 6-го гвардейского бомбардировочного авиационного корпуса, 2-й воздушной армии, 1-го Украинского фронта). Герой Советского Союза (1945). На момент присвоения звания Героя — гвардии старший лейтенант, впоследствии — гвардии полковник.

## Биография
Родился 5 декабря 1921 года в селе Усть-Барандат Мариинского уезда Томской губернии (ныне — Тисульский район Кемеровской области) в крестьянской семье.
После окончания 9 классов школы окончил аэроклуб в Красноярске. Член ВКП(б) с 1944 года.
В 1940 году был призван в Красную Армию. Окончил Омскую военно-авиационную школу пилотов.
На фронте во время Великой Отечественной войны с октября 1942 года.
15 января 1943 года самолёт-бомбардировщик Пашкова был подбит противником. При посадке получил серьёзные травмы, такие как повреждение позвоночника, перелом руки и ноги. На лечение в госпитале ушло 4 месяца. В ходе Сандомирско-Силезской операции вместе со своим авиационным полком уничтожил пару крупных складов с боеприпасами противника. К окончанию войны Иван Пашков совершил 160 боевых вылетов, где в 15 воздушных боях лично уничтожил 3 самолёта противника. Также он уничтожил 8 вражеских самолётов на земле.
Указом Президиума Верховного Совета СССР от 27 июня 1945 года за «образцовое выполнение боевых заданий командования по уничтожению живой силы и техники противника и проявленные при этом мужество и героизм» старший лейтенант Иван Пашков был удостоен высокого звания Героя Советского Союза с вручением ордена Ленина и медали «Золотая Звезда» за номером 7581.
Также был награждён двумя орденами Красного Знамени (31.08.1943, 21.06.1944), двумя орденами Красной Звезды (22.05.1945, 30.12.1956), орденами Отечественной войны 1-й (06.04.1985) и 2-й степени (14.03.1943), чехословацкой медалью «За храбрость», медалями «За освобождение Праги» (09.06.1945), «За взятие Берлина» (09.06.1945), «За боевые заслуги» (15.11.1950), «За победу над Германией в Великой Отечественной войне 1941—1945 гг.» (09.05.1945).
После окончания войны продолжил служить в ВВС. Окончил Военно-воздушную академию. С 1959 года полковник Пашков — в запасе.
Окончил вечернее отделение экономического факультета Уральского государственного университета. Работал инженером-экономистом в Научно-исследовательском институте завода «Уралэлектротяжмаш».
Принимал активное участие в общественной жизни: был председателем заводского Совета защиты мира, членом президиума Свердловской секции Советского комитета ветеранов войны, членом президиума Свердловского областного и городского комитетов ДОСААФ, участвовал в работе научного общества УралВО и общества «Знание».
Скончался 21 ноября 1993 года. Похоронен Широкореченском кладбище в Екатеринбурге.